# Katedrála Nanebevzetí Panny Marie (Orvieto)
Katedrála Nanebevzetí Panny Marie v Orvietu (italsky Cattedrale di Santa Maria Assunta či Duomo di Orvieto – katedrála v Orvietu či dóm v Orvietu) je gotický chrám v italském městě Orvieto, v provincii Terni v Umbrii. Jeho výstavba začala roku 1290, dokončen byl okolo roku 1591. Užívá ho katolická církev jako mateřský kostel diecéze Orvieto-Todi. V lednu 1889 papež Lev XIII. katedrálu povýšil na baziliku minor. Je to italská národní památka.

## Historie
Chrám dal vystavět papež Urban IV. jako schránku pro relikvii zvanou Plátno z Bolseny, které bylo během mše svaté v Bolseně roku 1263 potřísněno krví, vytékající z hostie. Katolická církev událost uznala za eucharistický zázrak. Architektem trojlodní stavby byl Arnolfo di Cambio (mj. tvůrce florentské katedrály Santa Maria del Fiore), stavba však pokračovala pomalu a původní návrh se značně měnil, na jeho vrcholně gotické podobě, zvláště slavné fasády, měl posléze značný podíl Lorenzo Maitani. Vzorem se mu stala zejména katedrála v Sieně, podoba obou chrámů je značná. Po Maitanim převzal štafetu Andrea Pisano a Orcagna, jemuž jsou připisovány mozaika a rozety. V 15. století byla přistavěna významná kaple Cappella Nuova, později zasvěcená sv. Briziovi. V 16. století podobu katedrály, zejména vnitřních prostor, ovlivnil zejména Michele Sanmicheli. Ceněná freska Panny Marie uvnitř chrámu je dílem malíře Gentile da Fabriana (1425). Na výzdobě Cappella Nuovo se podíleli malíři Fra Angelico a Benozzo Gozzoli, ale svou práci nedokončili. O mnoho let později na ně navázal Luca Signorelli, který zde vytvořil jedno ze svých nejslavnějších děl, fresku Poslední soud, která pokrývá 305 čtverečních metrů stropu a stěn. 
Papež Lev XIII. roku 1889 povýšil statut chrámu na baziliku minor. Označil ji také za „zlatou lilii italských katedrál“.